# The Growlers
The Growlers es una banda originaria de Costa Mesa, California formada en el año de 2006. Diez años después, firmaron con Julian Casablancas y su disquera Cult Records.

## Historia
La banda formada en 2006, entra en la escena underground (independiente) del garaje/surf californiano, sacando un compilado de 25 tracks en el 2007 y titulado Greatest sHits.
Después de dos años, graban 8 demos llamados Couples,  las creaciones de esos 8 Couples después de editarlos  y remasterizarlos servirían para darle forma a sus 2 primeros álbumes de estudio "Are You In Or Out?" y "Hot Tropics",  tomando algunos temas de Greatest sHits y los demos Couples, lanzan su primer álbum titulado "Are You In Or Out?" el 6 de octubre del 2009 con una agrupación original compuesta por Brooks Nielsen (voz y coros), Matt Taylor (guitarra y coros), Miles Patterson (guitarra), Scott Montoya (bajo) y Brian Stewart (percusión). 
El 12 de octubre de 2010 presentan su segundo álbum titulado "Hot tropics" uniéndose a la agrupación Kyle Straka como guitarrista en algunas canciones.
En el año 2012, está banda empieza a organizar un festival de música llamado Beach Goth, llevando 6 hasta la fecha. 
El 22 de enero de 2013 sacan un nuevo álbum titulado "Hung at heart" uniéndose a la agrupación Anthony Braun Perry como bajista, aunque salen de la banda Miles Patterson y Brian Stewart, por lo que la agrupación quedó como Brooks Nielsen (coros y voz principal), Anthony Braun Perry (bajista), Scott Montoya (percusión), Kyle Straka (teclados) y Matt Taylor (guitarra).
El 12 de noviembre de 2013 presentan un nuevo trabajo titulado "Gilded pleasures" .
El 23 de septiembre del 2014 lanzan un álbum que empieza a cambiar el género musical de la banda (beach goth) llamado "Chinese fountain".
El 30 de septiembre de 2016 presentan su último trabajo llamado "City club" bajo el sello discográfico "Cult records" del vocalista de The Strokes, Julian Casablancas,La página "El Quinto Beatle" señala que este disco rompe totalmente con el concepto original de la banda, ya que se pasó de baladas tranquilas de surf rock y country rock a canciones pop con una mezcla de sintetizadores, inclusive muchos fanes directos de la banda quedaron desilusionados por estos ritmos deseando así mismo que la banda retome sus antiguos pasos (Beach Goth). 
Posteriormente el día viernes 27 de julio de 2018 lanzan su séptimo álbum de estudio, titulado Casual Acquaintances el cual cuenta con 10 temas, este último trabajo ha regresado en gran parte al movimiento Beach Goth ya que vuelve a ser un trabajo totalmente independiente.

## Discografía

### EP
- Gay Thoughts/Feelin' Good (2011)
- Uncle Sam's a Dick/Drinking Song for a Kids (2012)

### Álbumes
- Are You In Or Out? (2009)
- Hot Tropics (2010)
- Hung at Heart (2013)
- Gilded Pleasures (2013)
- Chinese Fountain (2014)
- City Club (2016)
- Casual Acquaintances (2018)
- Natural Affair (2019)

### Sencillos
- Late Bloomers (2017)
- Monotonia (2017)
- California (2017)
- Charlie (2017)
- Lonely This Christmas (2017)
- Who Loves The Scum? (2018)
- Dream World (2020)
- Random Everyone (2020)